# 柳井伝八
柳井 伝八（やない でんぱち、1936年〈昭和11年〉10月 - 2019年〈令和元年〉6月13日）は、日本の政治家。元大阪市会議員。

## 経歴
1991年から約一年間、大阪市議会の副議長を務める。1992年、藍綬褒章を受章。
1994年12月公明分党によって結成された公明で藤井富雄代表の下で橋本辰二郎、笠間肇、土師進らと中央幹事会副代表に就任した。
副代表として原水禁に積極的に参加した。
大阪市議会議員を8期務めた。
2019年6月13日、肺癌のため死去。